# تامی فلاناگان (بازیگر)
تامی فلاناگان (انگلیسی: Tommy Flanagan؛ زادهٔ ۳ ژوئیهٔ ۱۹۶۵) بازیگر اسکاتلتدی است. او بیشتر برای بازی در نقش فلیپ «چیبز» تلفورد در مجموعۀ تلویزیونی جنایی درام شبکۀ اف‌ایکس، فرزندان آشوب (۲۰۱۴–۲۰۰۸) و اسپین‌آف آن، مایانز ام.سی. (۲۰۱۹)، سیسرو در شجاع‌دل (۱۹۹۵)، موریسون در گلادیاتور (۲۰۰۰) و تولک در نگهبانان کهکشان بخش ۲ (۲۰۱۷) شناخته شده‌است.
زخم‌های صورت او نتیجۀ حمله با چاقو در یک کلوب شبانه است که او در آن‌جا به عنوان دی‌جی کار می‌کرد. او پس از خروج از باشگاه، مورد حمله گروهی قرار گرفت که طی این حادثه، صورت او زخمی شد.

## فیلم‌شناسی

### فیلم
| سال  | عنوان                          | نقش           | یادداشت    |
| ---- | ------------------------------ | ------------- | ---------- |
| ۱۹۹۵ | شجاع‌دل                         | موریسون       |            |
| ۱۹۹۷ | قدیس                           | صورت زخمی     |            |
| ۱۹۹۷ | تغییر چهره                     | لئو           |            |
| ۱۹۹۷ | بازی                           | راننده تاکسی  |            |
| ۱۹۹۹ | پلانکت و مک‌لین                 | ادی           |            |
| ۱۹۹۹ | شکارچی موش                     | جورج گیلسپی   |            |
| ۲۰۰۰ | گلادیاتور                      | سیسرو         |            |
| ۲۰۰۰ | سانست استریپ                   | دانکن         |            |
| ۲۰۰۰ | پنهان                          | مک‌کراکن       | فیلم کوتاه |
| ۲۰۰۲ | همه چیز درباره بنجامین‌‌ها       | ویلیامسون     |            |
| ۲۰۰۳ | فرشتگان چارلی: زدن به سیم آخر  | سردار ایرلندی |            |
| ۲۰۰۴ | تروما                          | تامی          |            |
| ۲۰۰۴ | بیگانه علیه غارتگر             | مارک          |            |
| ۲۰۰۵ | شهر گناه                       | برایان        |            |
| ۲۰۰۶ | آخرین فرود                     | دنیس بیکر     |            |
| ۲۰۰۶ | هنگامی که یک غریبه تماس می‌گیرد | غریبه         |            |
| ۲۰۰۶ | آس‌های دودی                     | لازلو         |            |
| ۲۰۰۸ | قهرمان تحت تعقیب               | درک           |            |
| ۲۰۱۰ | لوستر                          | لز            |            |
| ۲۰۱۰ | آس‌های دودی ۲                   | لازلو         |            |
| ۲۰۱۱ | شکوه و خطر                     | وارنر         |            |
| ۲۰۱۲ | مأمور زخمی                     | ردی           |            |
| ۲۰۱۵ | زمستان                         | وودز وستون    |            |
| ۲۰۱۶ | غیرقابل کنترل                  | جان کیلپاتریک |            |
| ۲۰۱۶ | قلعه شنی                       | مک‌گرگور       |            |
| ۲۰۱۷ | نگهبانان کهکشان بخش ۲          | تولک ال-زین   |            |
| ۲۰۱۷ | پاپیون                         | برتون         |            |
| ۲۰۱۷ | افسانه لفتی براون              | تام           |            |
| ۲۰۱۷ | دیوانه‌وار دویدن                |               |            |
| ۲۰۱۸ | اقدام قانونی                   | آقای گیتس     |            |
| ۲۰۱۹ | قاتلین ناشناس                  | مارکوس        |            |
| ۲۰۱۹ | قوش اوج‌گیرنده                  | توگار         |            |
| ۲۰۱۹ | موج                            | آئولوس        |            |
| ۲۰۲۲ | اسم رمز بانشی                  | آنتونی گرین   |            |
| ۲۰۲۴ | سگ‌های خفته                     | جیمی          |            |

### تلویزیون
| سال       | عنوان                           | نقش                           | یادداشت                         |
| --------- | ------------------------------- | ----------------------------- | ------------------------------- |
| ۱۹۹۶      | راب سی. نسبیت                   | شان                           | قسمت: «لاتاری»                  |
| ۱۹۹۳      | تاگارت                          | تام مک‌لئود                    | قسمت: «ابزار عدالت»             |
| ۱۹۹۶      | پسران بد                        | هری                           | قسمت: «بانی بانی بنکس»          |
| ۲۰۱۱      | آتیلا                           | بلدا                          | مینی‌سریال تلویزیونی             |
| ۲۰۱۴–۲۰۰۸ | فرزندان آشوب                    | فلیپ «چیبز» تلفورد            | ۹۰ قسمت                         |
| ۲۰۰۹      | ۲۴                              | گابریل                        | قسمت: «روز هفتم: ۸:۰۰ تا ۹:۰۰»  |
| ۲۰۱۰      | به من دروغ بگو                  | ران مارشال                    | قسمت: «قفل کردن سر»             |
| ۲۰۱۱      | دیترویت ۷-۸-۱                   | آلبرت                         | ۲ قسمت                          |
| ۲۰۱۲      | نظم و قانون: واحد قربانیان ویژه | مورفی                         | قسمت: «هجوم به خانه»            |
| ۲۰۱۳      | پیکی بلایندرز                   | آرتور شلبی بزرگ               | قسمت: «قسمت ۵»                  |
| ۲۰۱۵      | انتقام                          | مالکوم بلک                    | ۳ قسمت                          |
| ۲۰۱۵      | گاتهام                          | تام                           | قسمت: «ظهور شرورها: پسر گاتهام» |
| ۲۰۱۶      | انگیزه                          | جک استوکر                     | ۴ قسمت                          |
| ۲۰۱۹      | قاتلان وو                       | آلک مک‌کالو                    | نقش اصلی                        |
| ۲۰۱۹      | مایانز ام.سی.                   | فلیپ «چیبز» تلفورد            | قسمت: «کوکولکان»                |
| ۲۰۲۰      | وست‌ورلد                         | مارتین کالنز / دولورس آبرناتی | ۳ قسمت                          |
| ۲۰۲۲      | کتاب قدرت ۴: نیرو               | والتر فلین                    | ۸ قسمت                          |